# Campionato mondiale di quidditch 2018
Il campionato mondiale di quidditch 2018 o Coppa del mondo IQA 2018 (in inglese: 2018 IQA World Cup), noto anche come Firenze 2018, è la 4ª edizione del campionato mondiale di quidditch, organizzato dalla International Quidditch Association. Si è svolto a Firenze da sabato 30 giugno a lunedì 2 luglio 2018.

## Assegnazione
Sette nazioni avevano espresso interesse a ospitare il torneo:
- Australia
- Belgio
- Francia
- Italia
- Turchia
- Regno Unito
- Stati Uniti

Il 1º novembre 2017 venne reso noto che l'Italia sarebbe stata la nazione ospitante.

## Città e stadi
| Firenze | Firenze                |
| Firenze | Stadio Artemio Franchi |
| Firenze | Capacità: 46 366       |
|         |                        |

## Squadre partecipanti
Vincitore
     Secondo classificato
     Terzo posto
     Partecipanti

Vincitore
Secondo classificato
Terzo posto
Partecipanti

Al torneo partecipano ventinove nazionali:
| Squadra       | Partecipazioni precedenti al torneo |
| ------------- | ----------------------------------- |
| Australia     | 3 (2012, 2014, 2016)                |
| Austria       | 1 (2016)                            |
| Belgio        | 2 (2014, 2016)                      |
| Brasile       | 1 (2016)                            |
| Canada        | 3 (2012, 2014, 2016)                |
| Catalogna     | 1 (2016)                            |
| Corea del Sud | 1 (2016)                            |
| Finlandia     | 0 (esordiente)                      |
| Francia       | 3 (2012, 2014, 2016)                |
| Germania      | 1 (2016)                            |
| Hong Kong     | 0 (esordiente)                      |
| Islanda       | 0 (esordiente)                      |
| Irlanda       | 1 (2016)                            |
| Italia        | 1 (2016)                            |
| Malaysia      | 0 (esordiente)                      |
| Messico       | 2 (2014, 2016)                      |
| Norvegia      | 1 (2016)                            |
| Nuova Zelanda | 0 (esordiente)                      |
| Paesi Bassi   | 1 (2016)                            |
| Polonia       | 1 (2016)                            |
| Regno Unito   | 3 (2012, 2014, 2016)                |
| Rep. Ceca     | 0 (esordiente)                      |
| Slovacchia    | 1 (2016)                            |
| Slovenia      | 1 (2016)                            |
| Spagna        | 1 (2016)                            |
| Stati Uniti   | 3 (2012, 2014, 2016 )               |
| Svizzera      | 0 (esordiente)                      |
| Turchia       | 1 (2016)                            |
| Vietnam       | 0 (esordiente)                      |

In grassetto le squadre vincitrici, in corsivo quelle ospitanti.

## Risultati

### Fase a gironi
Con il simbolo (*) viene indicata la presa del boccino, la cui cattura vale 30 punti.
30 giugno
Ore 09,00
Francia-Slovenia 230*-50
Polonia-Hong Kong 100*-30
Finlandia-Belgio 20-240*
Messico-Catalogna 80*-30
Regno Unito-Slovacchia 160-50*
Corea del Sud-Turchia 20-150*
Ore 10,00
Irlanda-Stati Uniti 0-230*
Canada-Svizzera 200*-0
Germania-Nuova Zelanda 210-60*
Brasile-Austria 20-110*
Australia-Paesi Bassi 220*-0
Italia-Vietnam 120*-30
Ore 11,00
Corea del Sud-Slovenia 110-160*
Malesia-Spagna 40-140*
Islanda-Norvegia 10-260*
Slovacchia-Repubblica Ceca 80-150*
Catalogna-Regno Unito 30*-200
Francia-Turchia 120*-30
Ore 12,00
Brasile-Paesi Bassi 60-90*
Italia-Stati Uniti 20-160*
Irlanda-Vietnam 30-140*
Finlandia-Hong Kong 50-70*
Polonia-Belgio 20-130*
Australia-Austria 170*-10
Ore 13,00
Malesia-Svizzera 160*-110
Islanda-Nuova Zelanda 40-160*
Germania-Norvegia 110*-40
Canada-Spagna 50-70*
Regno Unito-Messico 160*-20
Ore 14,00
Finlandia-Slovenia 40-100*
Brasile-Vietnam 40-180*
Italia-Austria 120*-50
Francia-Belgio 80-130*
Corea del Sud-Hong Kong 180*-90
Polonia-Turchia 70-160*
Ore 15,00
Germania-Spagna 100-40*
Catalogna-Slovacchia 50-110*
Australia-Stati Uniti 60-90*
Malesia-Nuova Zelanda 150*-60
Messico-Repubblica Ceca 150*-40
Irlanda-Paesi Bassi 100*-80
Ore 16,00
Corea del Sud-Belgio 50*-180
Polonia-Slovenia 140*-60
Finlandia-Turchia 30-140*
Islanda-Svizzera 30-240*
Canada-Norvegia 120*-80
Francia-Hong Kong 180*-0
Ore 17,00
Irlanda-Austria 10-130*
Slovacchia-Messico 30-110*
Repubblica Ceca-Regno Unito 30*-180
Italia-Paesi Bassi 200*-50
Brasile-Stati Uniti 0-220*
Australia-Vietnam 170*-20
Ore 18,00
Islanda-Spagna 0-150*
Canada-Nuova Zelanda 240*-0
Malesia-Norvegia 40-160*
Germania-Svizzera 210*-0
Giorno 2 (01 luglio) Fase a eliminazione diretta
Ore 9,00
Girone di consolazione per il 9º posto
Austria-Messico 110*-90
Repubblica Ceca-Canada 0-210*
Ore 10,00
Sedicesimi di finale
Germania-Repubblica Ceca 170-50*
Belgio-Polonia 150*-40
Francia-Norvegia 110*-30
Italia-Spagna 90*-20
Regno Unito-Vietnam 160*-0
Australia-Messico 110*-30
Stati Uniti-Austria 180-60*
Ore 11,00
Sfida per il 25º posto
Slovacchia-Hong Kong 50-90*
Ore 12,00
Quarti di finale
Belgio-Francia 170**-140°°
Germania-Turchia 50-100*
Regno Unito-Italia 80*-60
Stati Uniti-Australia 100*-30
Ore 13,00
Consolazione per il 16º posto
Polonia-Norvegia 120-220*
Ore 14,00
Semifinali
Catalogna-Paesi Bassi 100*-50
Ore 15,00
Consolazione per il 16º posto
Vietnam-Spagna 70-150*
Canada-Norvegia 100*-80
Vietnam-Messico 50-80*
Repubblica Ceca-Polonia 90*-150
Ore 16,00
Sfida per il 28º posto
Brasile-Islanda 150*-0
Ore 17,00
Consolazione per il 17º posto
Irlanda-Svizzera 90-120*
Slovenia-Corea del Sud 180*-50
Ore 18,00
Sfida per il 27º posto
Finlandia-Brasile 80-170*
Ore 19,00
Quarti di finale
Malesia-Irlanda 150-90*
Svizzera-Nuova Zelanda 80-110*
Slovenia-Catalogna 100*°-130°*
Corea del Sud-Paesi Bassi 80-170*
Ore 20,00
Semifinale
Malesia-Nuova Zelanda 130**-90°°
Sedicesimi di finale
Turchia-Canada 130*-110
Sfida per il 7º posto
Italia-Germania 50-90*
Ore 20,30
Finale
Stati Uniti-Belgio 120*-70

### Fase ad eliminazione diretta
1 luglio
Ore 9,00
Girone di consolazione per il 9º posto
Austria-Messico 110*-90
Repubblica Ceca-Canada 0-210*
Ore 10,00
Sedicesimi di finale
Germania-Repubblica Ceca 170-50*
Belgio-Polonia 150*-40
Francia-Norvegia 110*-30
Italia-Spagna 90*-20
Regno Unito-Vietnam 160*-0
Australia-Messico 110*-30
Stati Uniti-Austria 180-60*
Ore 11,00
Sfida per il 25º posto
Slovacchia-Hong Kong 50-90*
Ore 12,00
Quarti di finale
Belgio-Francia 170**-140°°
Germania-Turchia 50-100*
Regno Unito-Italia 80*-60
Stati Uniti-Australia 100*-30
Ore 13,00
Consolazione per il 16º posto
Polonia-Norvegia 120-220*
Ore 14,00
Semifinali
Catalogna-Paesi Bassi 100*-50
Ore 15,00
Consolazione per il 16º posto
Vietnam-Spagna 70-150*
Canada-Norvegia 100*-80
Vietnam-Messico 50-80*
Repubblica Ceca-Polonia 90*-150
Ore 16,00
Sfida per il 28º posto
Brasile-Islanda 150*-0
Ore 17,00
Consolazione per il 17º posto
Irlanda-Svizzera 90-120*
Slovenia-Corea del Sud 180*-50
Ore 18,00
Sfida per il 27º posto
Finlandia-Brasile 80-170*
Ore 19,00
Quarti di finale
Malesia-Irlanda 150-90*
Svizzera-Nuova Zelanda 80-110*
Slovenia-Catalogna 100*°-130°*
Corea del Sud-Paesi Bassi 80-170*
Ore 20,00
Semifinale
Malesia-Nuova Zelanda 130**-90°°
Sedicesimi di finale
Turchia-Canada 130*-110
Sfida per il 7º posto
Italia-Germania 50-90*
Ore 20,30
Finale
Stati Uniti-Belgio 120*-70